# أرجكوك
أرجكوك: هي مدينة تاريخيَّة قرب ساحل إفريقية، لها مرسى في جزيرة ذات مياه. تقع أرجكوك على واد يُعرف بتاقنا، وبينها وبين البحر ميلان.

### فهرس المنشورات
1. ↑  الحموي (1977)، ج. 1، ص. 144.

### معلومات المنشورات كاملة
الكتب مرتبة حسب تاريخ النشر
- ياقوت الحموي (1977)، معجم البلدان (ط. 1)، بيروت: دار صادر، OCLC:1014032934، QID:Q114913343